# 帕博利珠单抗
帕博利珠单抗（Pembrolizumab，商品名Keytruda，中文商品名为可瑞达、吉舒達）是用于癌症免疫疗法的人源化PD-1单克隆抗体。FDA批准该药用于治疗黑色素瘤、肺癌、头颈癌、三陰性乳癌、霍奇金淋巴瘤和胃癌，给药方式为静脉注射。该药常见的副作用包括瘙痒、皮疹、咳嗽、发烧、恶心和便秘。它是IgG4同种型抗体，通过抑制淋巴细胞的PD-1受体来阻断癌细胞的免疫逃避机制，从而允许免疫系统破坏它们。该药于2014年在美国被FDA批准其用于任何不可切除或转移性实体瘤。

## 临床应用

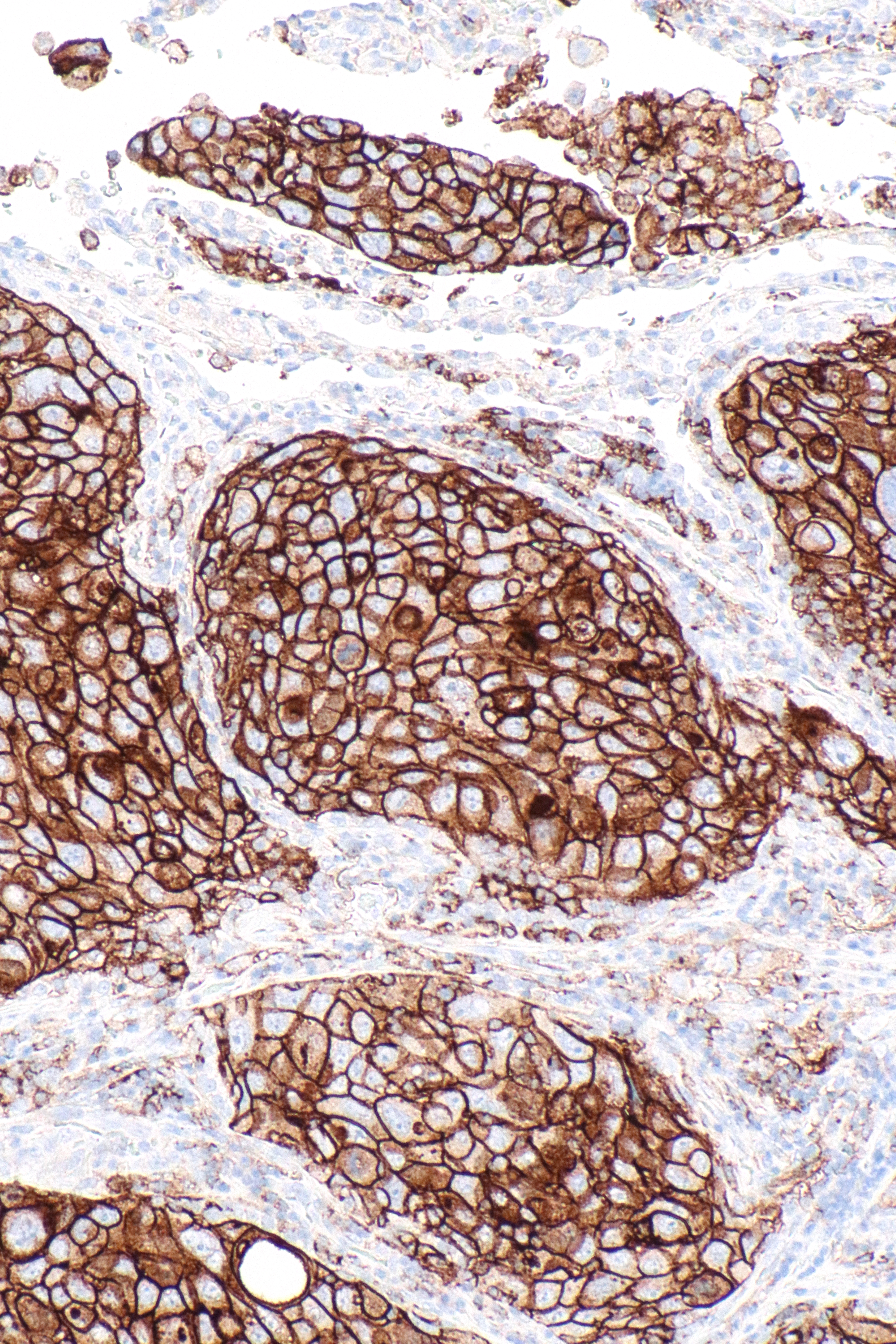
显微照片显示PD-L1阳性非小细胞肺癌。

帕博利珠单抗通过静脉给药用于治疗不能手术或转移性黑色素瘤以及转移性非小细胞肺癌（NSCLC）。在某些情况下，该药用于头颈部鳞状细胞癌（HNSCC）的二线治疗以及既往经铂类配合物治疗失败或复发的难治性霍奇金淋巴瘤的治疗。2017年FDA批准该药用于治疗复发性局部晚期或转移性食管鳞状细胞癌。
对于NSCLC，如果癌症过度表达PD-L1（PD-1受体配体），并且癌细胞的EGFR或ALK受体没有突变，那么帕博利珠单抗是一线治疗药物；如果已经给予化疗，那么帕博利珠单抗可用作二线治疗；如果癌细胞的EGFR或ALK受体发生突变，则应首先使用针对EGFR或ALK的靶向药物（如奥希替尼）。同时，患者在治疗前必须使用经过认证的伴随诊断进行PD-L1表达的评估。
2017年，FDA批准帕博利珠单抗治疗任何伴有某些特定遗传表型的不可切除或转移性实体肿瘤。这是FDA第一次基于肿瘤遗传表型而非组织类型或肿瘤部位批准抗癌药物。
Pembrolizumab的推薦治療方案為2 mg/kg（或200毫克固定劑量），每3周靜脈輸注30分鐘。其半衰期為26天。在臨床試驗中，Pembrolizumab證實患有經過ipilimumab的pretreatment的難治型晚期黑	色素瘤的患者的總緩解率為26%。對於未接受過治療或經過BRAF抑制劑pretreatment的黑色素瘤患者，Pembrolizumab比ipilimumab更有效且毒性更低。Pembrolizumab目前已被批准用於晚期接受過ipilimumab且PD-L1陽性NSCLC（含鉑(platinum)化療之前或後）和化療難治型頭頸癌患者的晚期黑色素瘤、不可切除或轉移性黑色素瘤患者的治療。至於在轉移性尿路上皮癌(metastatic urothelial cancer)、默克爾細胞癌(Merkel cell carcinoma)和霍奇金淋巴瘤(Hodgkin lymphoma)患者中，相對於化療也發現了重要的抗腫瘤活性。

## 禁忌
若患者正在服用免疫抑制剂（如糖皮质激素），则应该在接受帕博利珠单抗治疗之前停用这些药物，因为它们可能会干扰帕博利珠单抗的免疫增强效应。然而，若在使用帕博利珠单抗中产生免疫相关的不良反应，则可以使用免疫抑制剂来减轻不良反应。
在服用帕博利珠单抗时，育龄妇女应该使用避孕措施。该药不能用于孕妇，因为动物研究表明它可以减少孕妇机体对胎儿的耐受性，进而增加流产的风险，目前尚不清楚该药是否能通过乳汁分泌。
截至2017年，该药尚未进行对患有活动性感染（包括HIV、乙型肝炎及丙型肝炎感染）、肾脏或肝脏疾病、系统性自體免疫性疾病、间质性肺病、既往肺炎和对单克隆抗体有过敏史的患者的临床试验。

## 不良反应
该药常见的不良反应为疲劳（24％）、皮疹（19％）、瘙痒（17％）、腹泻（12％）、恶心（11％）和关节疼痛（10％）。 罕见的不良反应（1%-10%）包括贫血、食欲减退、头痛、头晕、味觉扭曲、干眼症、高血压、腹痛、便秘、口干、药疹、白癜风、各种痤疮、皮肤干燥、湿疹、肌肉疼痛、肢体疼痛、关节炎、虚弱、水肿、发烧、重症肌无力和流感样症状。
该药严重的不良反应有严重的输液相关反应及严重的免疫相关不良反应，包括间质性肺病、内分泌器官炎症（如脑垂体炎症、甲减、甲亢、胰腺炎、1型糖尿病和糖尿病酮症酸中毒等），有些人因为严重的不良反应而不得不继续进行终身激素治疗（例如胰岛素治疗或甲状腺素治疗）。其他严重不良反应包括结肠炎、肝炎和肾炎等。

## 作用机理
帕博利珠单抗是一种人源化单克隆抗体，可结合并阻断位于淋巴细胞上的PD-1。这种受体是一种免疫检查点，能防止免疫系统攻击人体自身组织。许多癌症会产生与PD-1结合的蛋白质，从而产生免疫逃避作用。抑制淋巴细胞上的PD-1可防止这种情况，从而使免疫系统破坏癌细胞，然而同样的机制也使得正常细胞也会受到免疫系统攻击，故该类药物具有导致自體免疫系统疾病的副作用。
由于DNA错配修复受损而导致突变的肿瘤细胞（通常导致微卫星不稳定）能产生多种突变蛋白，而PD1抑制剂能通过阻止免疫检查点来促进免疫系统清除任何此类肿瘤。

## 药代动力学
帕博利珠单抗通过非特异性代谢途径从循环中清除，因此不会发生药酶相关的药物相互作用，目前尚未对消除途径进行研究。清除率约为0.2L/天，半衰期约为25天。

## 化学结构
帕博利珠单抗是一种人源化小鼠单克隆[228-L-脯氨酸（H10-S>P）]γ4重链（134-218'）二硫化物和人源化小鼠单克隆κ轻链二聚体（226-226：229-229）-二硫化物的聚合物。其本质为免疫球蛋白G ，具有针对人PD-1受体的可变区。它在仓鼠卵巢（CHO）细胞中重组制造。

## 历史
帕博利珠单抗是由欧加农的科学家Gregory Carven、Hans van Eenennaam和John Dulos开发的，之后他们在2006年开始与LifeArc合作，将抗体人源化。先灵葆雅于2007年收购了欧加农，两年后默沙东收购了先灵葆雅，故现时该药品专利归属于默沙东。开发帕博利珠单抗的三位科学家于2016年被知识产权所有者教育基金会评为年度发明家。 
帕博利珠单抗开发计划被欧加农视为高度优先计划，但在公司被先灵葆雅和默沙东收购后该计划优先度降低。在2010年初，默沙东终止了开发。2010年底，来自百时美施贵宝的科学家在新英格兰医学杂志上发表了一篇论文，表明他们的检查点抑制剂伊匹单抗（Yervoy）和纳武利尤单抗（欧狄沃）在治疗转移性黑色素瘤方面表现出很好的前景。当时默沙东在肿瘤学或免疫治疗方面几乎没有相关产品和研发基础，在了解到开发该药物可能带来获益后默沙东重新启动该计划并在2010年底之前提交IND申请。
默沙东的科学家们主张开发一种伴随诊断方法，并仅对生物标记物阳性的患者进行限制性测试，而包括其他股东和分析师在内的一些人则批评这一主张，因为它限制了该药物的潜在市场规模。该主张最终得到管理层的同意，他们认为这能增加临床试验的速度，降低试验失败风险，从而赶上竞争对手百时美施贵宝的研发进度，后者比默沙东有超过五年的领先优势与技术积累。帕博利珠单抗的第一阶段研究始于2011年初，该临床研究适应症为黑色素瘤及肺癌，参与的志愿者达到1300人左右，大多为肺癌和黑色素瘤患者，这是有史以来规模最大的一期肿瘤学临床研究。
2013年，默沙东在新英格兰医学杂志上发表了晚期黑色素瘤的临床试验结果。这是大型第1阶段NCT01295827试验的一部分。
2014年9月4日，美国食品和药物管理局通过快速审批通道批准了帕博利珠单抗。它被批准用于伊匹单抗或BRAF抑制剂（如索拉非尼）治疗后发生突变的晚期黑色素瘤患者。 2015年7月，帕博利珠单抗在欧洲获得上市许可。2015年10月2日，FDA批准帕博利珠单抗用于治疗肿瘤表达PD-L1且无法用其他化疗药物治疗的转移性非小细胞肺癌患者。2016年4月，默沙东获得了帕博利珠单抗在日本上市的许可。2017年5月，帕博利珠单抗获得FDA的快速批准，用于治疗任何伴有DNA错配修复缺陷的不可切除或转移性实体肿瘤，这是FDA第一次仅根据基因表型而非根据癌症部位或其起源的组织类型批准药物适应症。该批准基于一项149名DNA错配修复缺陷癌症患者参加的临床试验，其中90名患者患有结肠直肠癌，59名患者患有14种其他癌症类型。实验结果表明所有患者的平均客观反应率为39.6％。所有癌症类型对药物的敏感性相似包括36％的结肠直肠癌敏感性和46％的其他类型肿瘤敏感性。由于临床试验规模相当小，默克有义务进行进一步的上市后临床研究，以确保实验结果的有效性。2018年7月，NMPA批准帕博利珠单抗在中国上市，用于治疗恶性黑色素瘤。

## 药品经济学
帕博利珠单抗在美国推出时（2014年底）一年疗程定价为15万美元在中国一年疗程约为4万美元（不经医保报销）。

## 临床研究
2015年，默克报告了药物治疗13种癌症类型的临床前研究结果，同时在另一篇报告中对头颈癌的临床前研究结果给予了很多关注。
截至2016年5月，帕博利珠单抗正在进行的IB期临床试验包含三阴性乳腺癌 （TNBC）、胃癌、尿路上皮癌和头颈癌相关试验 （均在“Keynote-012”试验中）以及II期TNBC临床试验（“Keynote-086”试验）。在2016年6月美国临床肿瘤学会的报告会上，默克报告说帕博利珠单抗的临床适应症开发计划包含30种癌症适应症。该药已经进行了270多项临床试验（大约100项是与其他治疗相结合的试验），并且正在进行四项适应症变更的注册审批。
2016年6月，新英格兰医学杂志报道了该药治疗Merkel细胞癌的II期临床试验结果。
2017年，默克在科学上发表了一项利用该药对各种实体瘤转移患者进行治疗的临床试验结果。
该药正在进行一项与Epacadostat联合治疗黑色素瘤的III期临床试验。